# Гарпастум (фильм)
«Гарпа́стум» (от лат. Harpastum — античная игра в мяч) — российский кинофильм, историческая драма Алексея Германа-младшего. Фильм участвовал в конкурсной программе Венецианского кинофестиваля 2005 года.

## Сюжет
Действие начинается в 1914 году накануне начала Первой мировой войны, со сцены отъезда Гаврилы Принципа перед убийством эрцгерцога Фердинанда.
Основные события разворачиваются в Петербурге, в центре повествования история двух братьев, Андрея и Николая. Их отец в прошлом то ли спортивный меценат, то ли просто увлекался футболом. Он поставил все деньги на российскую футбольную команду, а она в Стокгольме в 1912 году со счётом 0:16 проиграла немцам. Он разорился и сошёл с ума. Потом умерла мать, и братья теперь живут в квартире дяди — врача, и тоже увлечены футболом. В их команду также входит Шуст и вратарь Миша (которого братья зовут Толстый).
Тем временем Андрей становится любовником Аницы, молодой вдовы, когда-то приехавшей из Белграда. Аница принимает у себя известных поэтов, на одном из вечеров можно видеть Мандельштама, Ахматову, Ходасевича. Она также дружит с Блоком, с которым знакомится и Николай.
Прочитав объявление в газете о том, что англичане, которые работают в Петербурге, создают свои футбольные команды, братья тоже идут пробоваться, однако их не берут. Они мечтают о том, чтобы построить собственное поле, и решают выкупить пустующий участок земли. Шуст договаривается с татарином Торгашом, который называет большую цену (140 рублей) из-за того, что сам задолжал деньги. Чтобы собрать нужную сумму, команда Андрея и Николая начинает играть в футбол на деньги с местными командами.
В Петербург к Анице приезжает сестра Вита с маленьким мальчиком, которого она называет своим братом (до этого Вита с мальчиком появляются в сцене отъезда Принципа). Вита сближается с Николаем и предлагает ему взять её в жёны. Однако её и Шуста убивают бандиты, которым задолжал Торгаш, когда Шуст приносит Торгашу собранные деньги.
Аница и мальчик Виты уезжают из города. Николай уходит на фронт. Андрей встречает Нину, за которой раньше ухаживал, и женится на ней. Николай приезжает с фронта, когда в переименованном к тому времени Петрограде голод. Андрей и Нина с ребёнком живут в квартире дяди (который, как и отец Николая и Андрея, уже умер). Андрей пытается получить продукты при доме писателей и встречает там Блока с котелком картошки с селёдкой. Братья идут на пустырь, где хотели построить поле, Николай достаёт привезённый с войны мяч, и они начинают играть и строить новые планы.

## В ролях
| Актёр               | Роль                                              |
| ------------------- | ------------------------------------------------- |
| Данила Козловский   | Николай                                           |
| Евгений Пронин      | Андрей                                            |
| Чулпан Хаматова     | Аница                                             |
| Иамзе Сухиташвили   | Вита                                              |
| Павел Романов       | Дядя                                              |
| Ольга Самошина      | Тётя                                              |
| Дмитрий Владимиров  | Шуст                                              |
| Александр Быковский | Толстый                                           |
| Руслан Ибрагимов    | Торгаш                                            |
| Леонид Мозговой     | Карл Францевич                                    |
| Гоша Куценко        | Александр Блок                                    |
| Анна Банщикова      | Даша                                              |
| Инна Левинтан       | Анна Ахматова                                     |
| Сергей Бугаев       | Осип Мандельштам                                  |
| Роман Габриа        | Гаврила Принцип                                   |
| Денис Козинец       | Корней Чуковский                                  |
| Владимир Маслаков   | Владислав Ходасевич (в титрах Владимир Ходасевич) |
| Фёдор Лавров        | солдат                                            |
| Александр Безруков  | Александр Вертинский (прохожий на набережной)     |
| Евгений Харланов    |                                                   |
| Мирон Дмитрий       |                                                   |

Роли некоторых английских футболистов исполняли бывшие игроки ленинградского «Зенита» — Константин Иванов, Александр Захариков, Михаил Тихомиров.

## Номинации и награды
- 2006, 18 января — Национальная премия кинокритиков и кинопрессы «Золотой Овен» по итогам 2005 года.

Награды:
«Лучшая режиссёрская работа» (Алексей Герман-младший).
Номинации:
«Лучшая работа оператора» (Олег Лукичёв)
«Лучшая работа художника» (Сергей Ракутов, Георгий Кропачёв)
«Лучшая музыка к фильму» (Игорь Вдовин)
«Лучшая женская роль второго плана» (Чулпан Хаматова).
- 2005, сентябрь — участие в конкурсной программе 62-го Венецианского Международного кинофестиваля.